# Al-Hákim bi-Amrillah
Abu ‘Ali Mansur, llamado como califa Al-Hákim bi-Amr Al-lah (“Gobierna por Mandato de Dios”) es el sexto califa fatimí en Egipto (996-1021).
Nacido en Egipto en 985, Al-Hákim sucedió a su padre Abu Mansur Nizar al-Aziz Billah en 996 a la edad de once años. Había confusión sobre si él heredaría la posición de su padre; esta transferencia acertada del poder era una demostración de la estabilidad de la dinastía fatimí. En su largo reinado como califa, Al-Hákim amplió el gobierno fatimí al emirato de Alepo.

## Rivalidades y movimientos políticos
El opositor más riguroso y más constante de Al-Hákim era el Califato abasí en Bagdad, que intentó parar la influencia de ismailismo. Esta competición condujo al manifiesto de Bagdad de 1011, en el cual los abasíes observaron la línea descendiente de Al-Hákim indicando que no descendía legítimamente de Alí.
Al-Hákim no luchó con los gobernantes de Qarmatiyya de Baréin, una isla en el Golfo Pérsico. Su vehículo diplomático y misionero era el Ismā'īlī da'wa, con su centro de organización de poder en El Cairo.
El reinado de Al-Hákim se caracterizó por un malestar general. Una rivalidad entre dos facciones opuestas, los turcos y el grupo bereber dentro del ejército fatimí. La tensión creció entre el califa y sus visires (llamados los wasītas), y cerca del final de su reinado se comenzó a formar el movimiento de los drusos, una secta religiosa centrada alrededor de Hákim. Los drusos fueron los que primero se refirieron a Al-Hákim diciendo que: “Gobierna por mandato de Dios”.
En 1005 Al-Hákim fundó el Dar al-ˤIlm, “Casa del Conocimiento”, con su gran biblioteca pública, donde se impartieron Filosofía y Astronomía, así como estudios puramente islámicos del Corán y del Hadiz. En 1013 terminó la mezquita en El Cairo comenzada por su padre, “mezquita al-Hakim”.

## Comportamiento excéntrico de Al-Hákim
Al-Hákim era un tradicionalista firme, que publicó una serie de leyes, incluyendo la prohibición de la mulukhiyah, un plato egipcio característico, y comer uvas. Prohibió a los pescadores coger cualquier pescado que no tuviera ninguna escama y prohibió a la gente vender o comer tales pescados.
En 1005, ordenó la matanza de todos los perros de Egipto y los desechó en el desierto. También forzó a los habitantes de El Cairo a trabajar de noche y dormir de día, y castigaron a quien fuera sorprendido violando sus órdenes. En 1014 ordenó a las mujeres no salir a la calle, y a los zapateros no hacer zapatos de mujer. Mató a su tutor Abu ul-Qásim Saíd ibn Saíd al-Fariqi y a la gran mayoría de sus visires. La mayor parte de esos visires eran cristianos. Algunos de ellos sirvieron como médicos también. Al-Hákim también mató a muchos altos funcionarios, así como a los humildes. Estos incluyen los visires, jueces, poetas, médicos, encargados del palacio, cocineros, primos, soldados, judíos, cristianos, e incluso cortaban las manos de esclavas en su palacio. En algunos casos, él mismo hacía la matanza. El 18 de octubre de 1009, destruyó la iglesia del Santo Sepulcro en Jerusalén, entonces bajo control fatimí. La iglesia fue reconstruida más adelante por su sucesor con ayuda del Imperio Bizantino. Hizo que los cristianos y los judíos usaran un sombrero negro. Hizo que los cristianos usaran las cruces de madera alrededor del cuello. Ordenó a los judíos que llevaran un becerro de madera que colgaba alrededor del cuello, para recordarles el pecado del becerro de oro.

## Muerte y sucesión
Al-Hákim desapareció en 1021 en un viaje a lomos de su burro por las colinas de Mokattam sin ninguna guardia protectora. El burro fue encontrado después cerca de un pozo cubierto con sangre. Se cree que su hermana Sitt al-Mulk empleó a asesinos para matarlo debido a un conflicto entre ellos. El conflicto comenzó cuando su hermana le pidió que parara con su política, porque eso ponía en riesgo la continuidad de la dinastía. En respuesta, acusó a su hermana de adulterio y entonces ella decidió actuar primero, antes de que él la castigara. Aunque probablemente murió, los drusos creen que fue escondido por Dios y que volverá como el Mahdi el día del juicio.
A Al-Hákim le sucedió su joven hijo Ali az-Zahir, bajo la regencia de su tía Sitt al-Mulk.